# エニオン
エニオン（英: anyon）は、二次元の系においてのみ現れる粒子である。これは、フェルミ粒子およびボース粒子の概念を一般化したものである。

## 理論から現実へ
1977年、オスロ大学で研究をしていたJon LeinaasおよびJan Myrheimが率いる理論物理学者のグループは、従来のフェルミ粒子およびボース粒子の区別は二次元内に存在する理論的な粒子に対しては適用できないことを計算によって示した。そのような粒子は、それまで知られていなかったさまざまな性質を示しうることが分かった。1982年、フランク・ウィルチェックによって、この粒子はエニオンと命名された。ハーバード大学のバートランド・ハルペリンは、この粒子に関連する数学を使って、分数量子ホール効果を説明した。1985年、フランク・ウィルチェック、Dan Arovas、およびロバート・シュリーファーは、明示的な計算によって、分数量子ホール効果に現れる粒子は実際にエニオンであることを検証した。
2005年、ストーニーブルック大学の物理学者のグループは、エニオンの干渉によって起こるパターンを検出するための準粒子干渉計を構築した。これによって、議論の余地はあるものの、エニオンが単なる数学上の構成概念ではなく実在することを示すことができる。
半導体技術の発展に伴い、薄い二次元層を堆積させることが可能となり（例えば、グラフェンシート）、電子技術においてエニオンの性質を利用する長期的な可能性が開拓されている。

## 物理学におけるエニオン
三次元以上の空間における粒子は、それらの量子統計に従ってフェルミ粒子もしくはボース粒子のどちらかに分類される。フェルミ粒子はフェルミ・ディラック統計に従い、ボース粒子はボース・アインシュタイン統計に従う。量子力学によって、これは粒子交換の下での多粒子状態の振る舞いとして定式化される。二粒子状態について、ディラック記法を用いて次の数式で表すことができる。
{\displaystyle \left|\psi _{1}\psi _{2}\right\rangle =\pm \left|\psi _{2}\psi _{1}\right\rangle }
{\displaystyle \left|\dots \right\rangle }内の最初の項は粒子1の状態であり、二番目の項は粒子2の状態である。これは、例えば、左側は"粒子1は{\displaystyle \ \psi _{1}}の状態にあり、粒子2は{\displaystyle \ \psi _{2}}の状態にある"と解釈される。ここで、"+"は両方の粒子がボース粒子であることに対応し、"−"は両方の粒子がフェルミ粒子であることに対応する。これらの粒子は区別可能であるため、フェルミ粒子およびボース粒子の複合状態は取りえない。
しかしながら、二次元の系においては、フェルミ・ディラック統計およびボース・アインシュタイン統計の間を連続的につなぐ統計に従う準粒子を観測することができる。1977年にオスロ大学のJon Magne LeinaasおよびJan Myrheiminによって、このことが初めて示された。
先の二粒子状態の例を、二次元の系で構成し直すと次の数式で表すことができる。
{\displaystyle \left|\psi _{1}\psi _{2}\right\rangle =e^{i\,\theta }\left|\psi _{2}\psi _{1}\right\rangle }
ここで、iは虚数単位、θは実数の位相因子である。また、{\displaystyle e^{i\pi }=-1}であるので、{\displaystyle |e^{i\theta }|=1}かつ{\displaystyle e^{2i\pi }=1}なので、{\displaystyle \theta =\pi }の場合はフェルミ・ディラック統計（符号が負）となり、θ = 0 (または{\displaystyle \theta =2\pi }) の場合はボース・アインシュタイン統計（符号が正）となる。θがこれら以外の値（θ≠nπ）をとる場合には、また違った結果を得る。この場合には、粒子が交換されるとき、それらはあらゆる位相をとることができるので、フランク・ウィルチェックはそのような粒子を記述するために"エニオン"という言葉を提唱した。
粒子のスピン量子数をsとして、{\displaystyle \theta =2\pi s\;}を用いたとき、sが整数ならボース粒子、半整数ならフェルミ粒子となる。すなわち、次の数式が成立する。
{\displaystyle e^{i\,\theta }=e^{2\,i\pi s}=(-1)^{2\,s}}   or   {\displaystyle \left|\psi _{1}\psi _{2}\right\rangle =(-1)^{2\,s}\left|\psi _{2}\psi _{1}\right\rangle }
分数量子ホール効果の端の領域においては、エニオンは一次元空間に制限される。一次元エニオンの数学的モデルは、上述の交換関係の基礎を与える。

## トポロジー的な基礎
三次元以上の空間では、スピン統計定理によると、あらゆる多粒子状態はボース・アインシュタイン統計もしくはフェルミ・ディラック統計のどちらかに従わなくてはならない。d>2ならば、群SO(d,1)（ローレンツ群を一般化する）およびPoincaré(d,1)は、それらの第一ホモトピー群として{\displaystyle \mathrm {Z} _{2}}を持つ。{\displaystyle \mathrm {Z} _{2}}は、二つの要素からなる巡回群であり、それゆえ、二つの状態のみが可能である。（詳しくは、それより多くの要素を含むが、ここでは二つという点が重要である。）
二次元空間では、状況は変わる。ここで、SO(2,1)およびPoincaré(2,1)の第一ホモトピー群は、Z（無限巡回）である。これはSpin(2,1) は普遍被覆ではないことを意味する。つまり、それは単連結ではない。詳細には、SO(2,1)または二重被覆であるスピン群Spin(2,1)の線形表現から生じる特殊直交群SO(2,1)の射影表現が存在する。これらの表現は、エニオンと呼ばれる。
この概念は非相対論的な系に対しても適用できる。空間回転群は無限第一ホモトピー群を持つSO(2)であるということが、ここは関連している。
この事実は、結び目理論においてよく知られる組み紐群にも関係している。二次元では二粒子の置換群はもはや対称群{\displaystyle S_{2}}（二つの要素数を持つ）ではなく、組み紐群{\displaystyle B_{2}}（無限の要素数を持つ）であるという事実を考えると、その関係を理解することができる。重要な点は、一つの組み紐はもう一つの組み紐に巻きつくことができ、時計回りでも反時計回りでも、無限回巻きつくことができることである。
量子コンピュータにおける安定-デコヒーレンス問題への新しいアプローチとして、エニオンによるトポロジカル量子コンピュータがある。ここでは、安定な論理ゲートを形成するために組み紐理論に基づき、準粒子はより糸として使われる。